# Wikstroemia pseudoretusa
Wikstroemia pseudoretusa är en tibastväxtart som beskrevs av Gen-Iti Koidzumi. Wikstroemia pseudoretusa ingår i släktet Wikstroemia och familjen tibastväxter. Inga underarter finns listade i Catalogue of Life.

## Bildgalleri

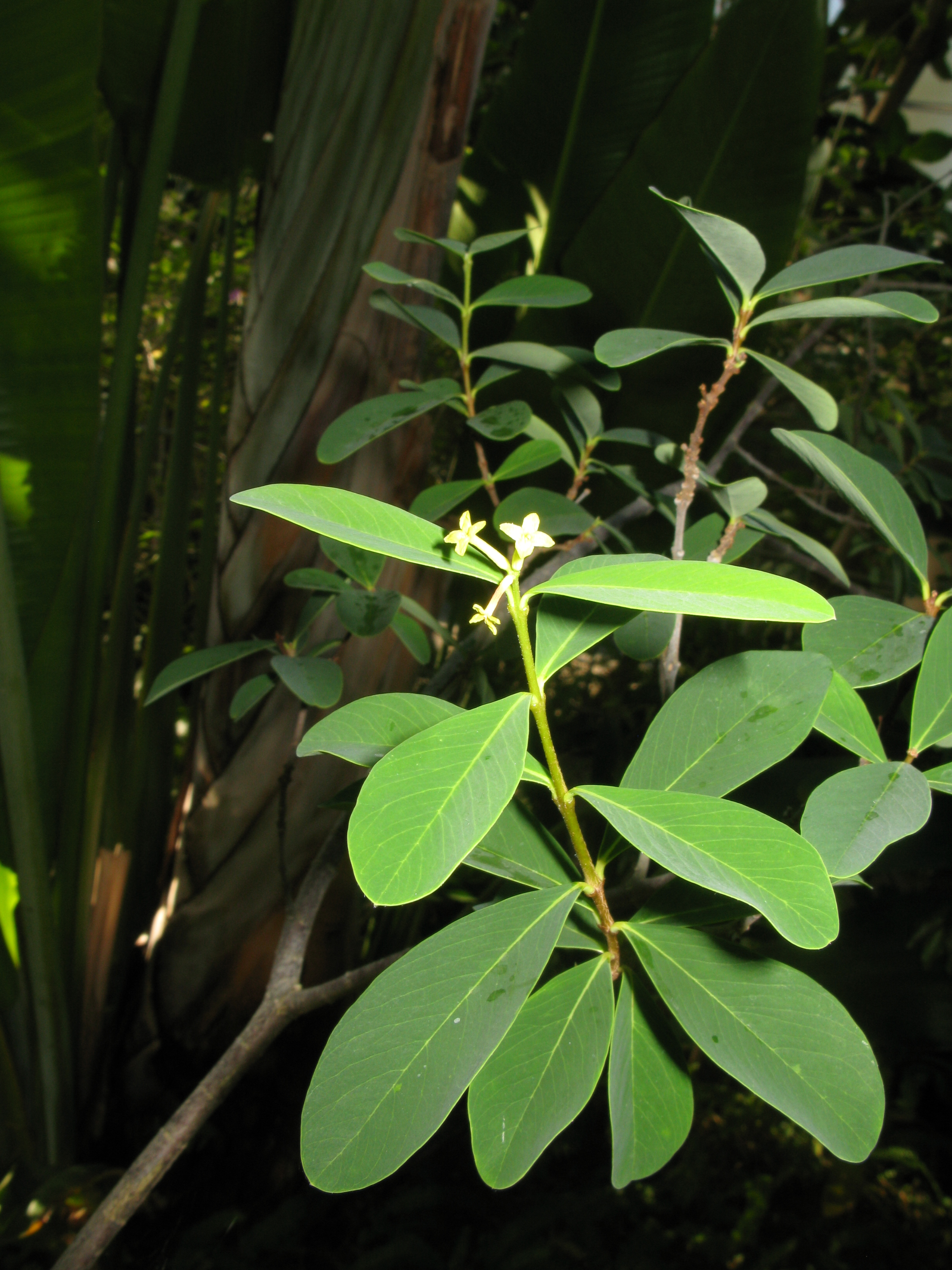
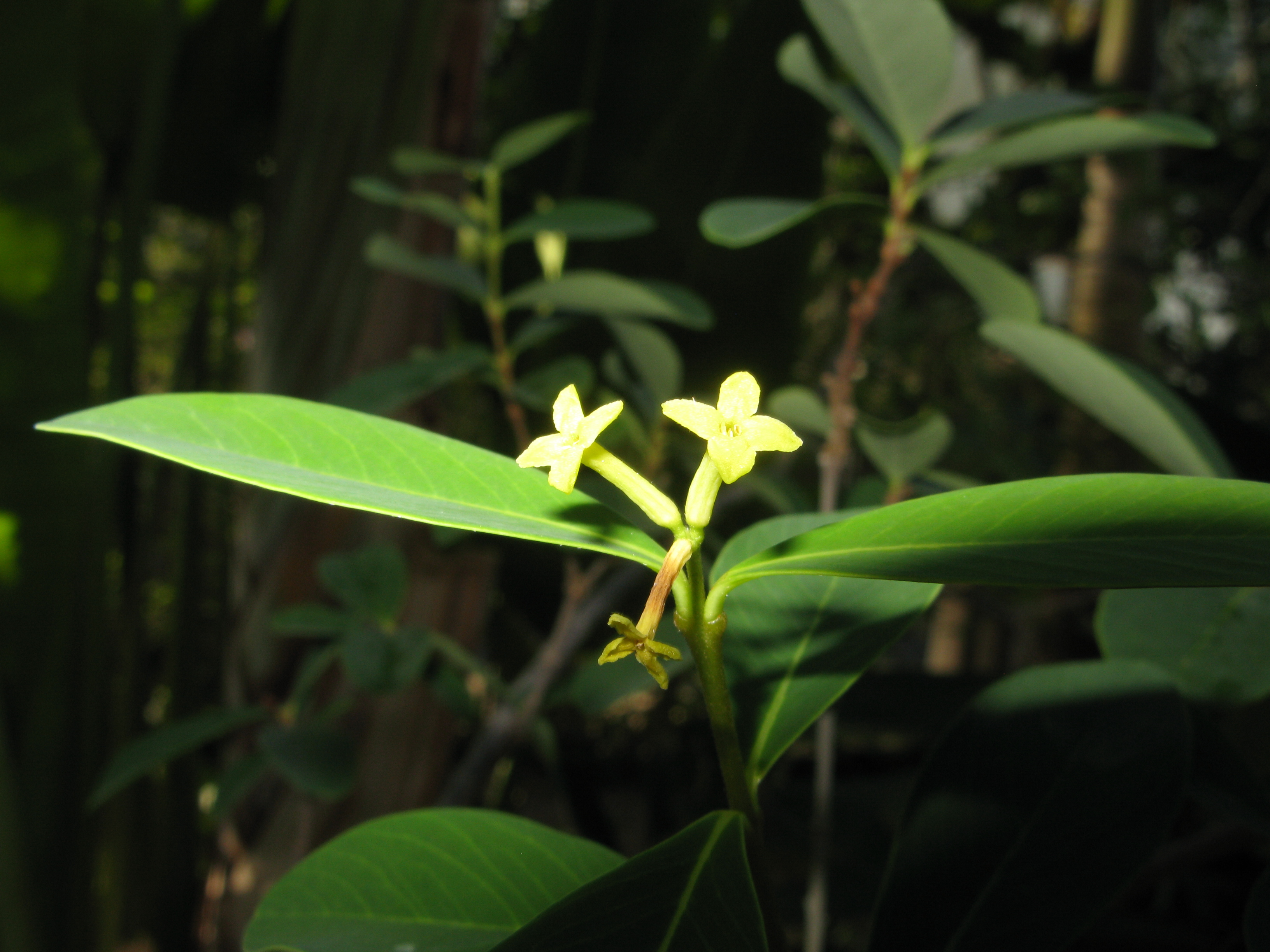
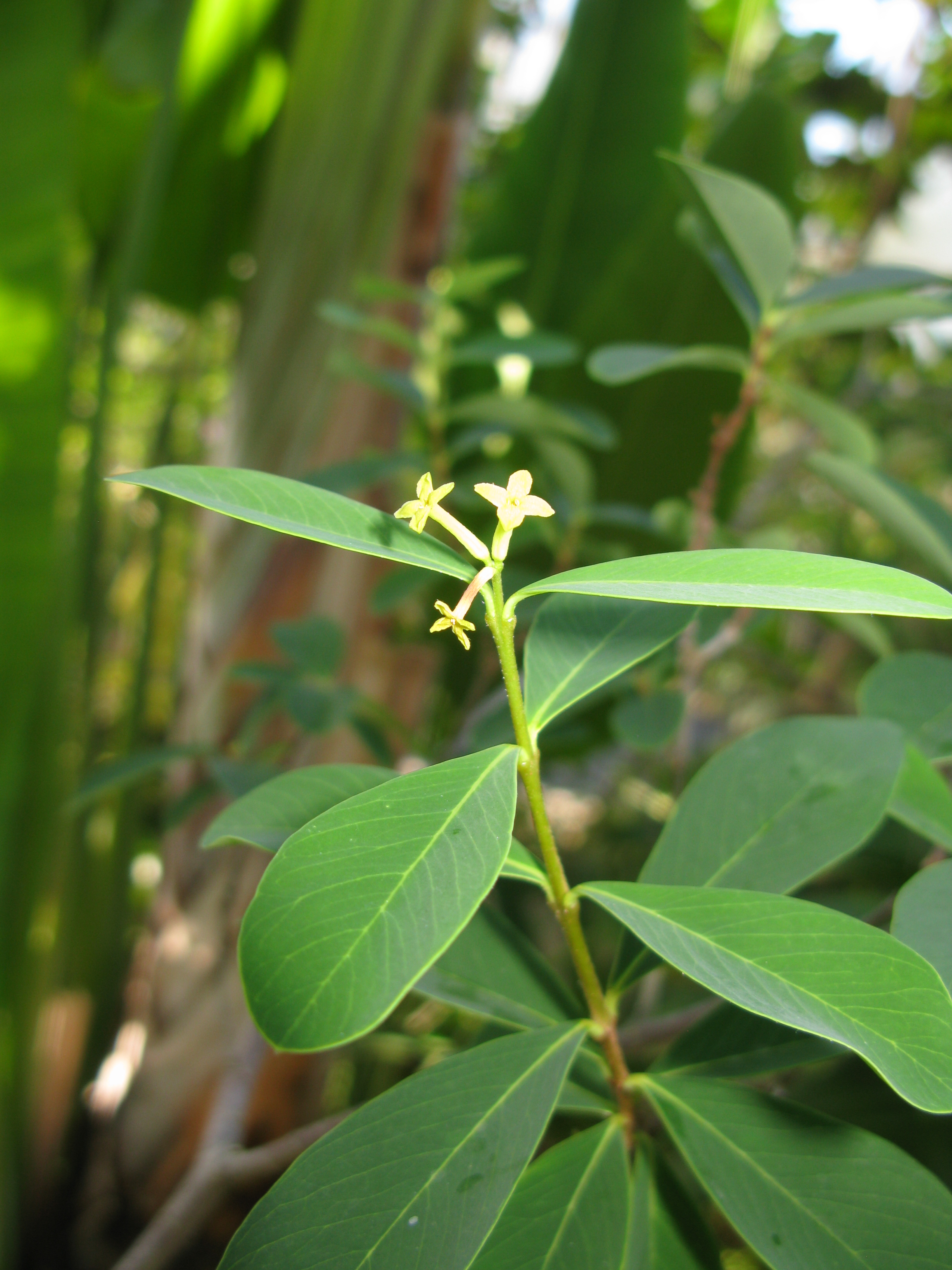